# Памятник Александру Невскому (Самолва)
Памятник Александру Невскому (Официальное название — «Князь Александр Невский с дружиной») — мемориальный комплекс, расположенный в деревне Самолва Гдовского района Псковской области России. Был открыт 11 сентября 2021 года.
Установлен Российским военно-историческим обществом при поддержке Министерства обороны РФ на берегу Чудского озера, приблизительно на том месте, где в 1242 году произошло Ледовое побоище (точное место сражения неизвестно). Открытие памятника стало частью празднования 800-летия со дня рождения Александра Невского. Это 15-метровая скульптура на насыпном шестиметровом кургане, включающая девять фигур воинов (три конные и шесть пеших), под ногами которых — доспехи поверженного врага. Наверху — флаговая группа русского воинства, на главном знамени которого изображён «Спас Нерукотворный».
Образ воинов в бронзе воплотили скульпторы Виталий Шанов и Дарья Успенская. Архитекторы комплекса — Константин Фомин и Дмитрий Смирнов. Эскиз мозаики создали заслуженные художники России Дарья Шабалина и Михаил Леонтьев, мозаичной мастерской руководил Илья Красовский.